# Мия Киршнър
Мия Киршнър (на английски: Mia Kirshner) е канадска актриса и социална активистка, снимаща се в киното и телевизията. 
Нейната по-малка сестра, Лаурън Киршнър пише в автобиографичния проект на Мия – „Аз живея тук“ (I live here).

## Биография
Родена в Торонто, Канада, провинция Онтарио през 1975 г. в семейство от средната класа. Родителите й са евреи, потомци на концлагеристи от Холокоста. Запознават се в Израел, където майката на Мия (името й е Ети и в Канада работи като учителка) се е преселила от България. Баща й, който се казва Шелдън, произлиза от Полша.
 и е роден в Германия, във временен лагер, през 1946 г.; след преселването си в Канада работи като журналист за местното издание Канадски еврейски новини (Canadian Jewish News).
Миа Киршнър е юдеистка, по религия.
Към актьорския занаят се насочва още в детска възраст и на 12 години си намира агент, а когато е 15-годишна вече се снима активно. Същевременно учи - отначало във Forest Hill Collegiate Institute (държавна гимназия), по-късно - в частната Jarvis Collegiate Institute, от която получава диплома, а освен това се обучава и по руска литература и кино-индустрия на 20 век в Университет Макгил в Монреал.
Снима се както в канадски, така и в американски продукции, а също и в такива със смесено участие, в какъвто е и най-известната й роля -  на писателката Джени Шектър, основен персонаж в сериала еЛ връзки. Тя се снима в шоуто от 2004 г., когато е стартирана работа по него, до последния му шести сезон, когато героинята ѝ е убита, тоест до 2009. Друг по-разпознаваем неин образ е като Манди в сериала „24“ (2001-2005). За една от ролите си получава номинация на Наградите на MTV за кино за 2002, в категорията "Най-добра целувка" - изпълнението й, заедно с Бевърли Полчин, в пародиращия обичайните (и в този смисъл "Another" - просто поредните, "обикновените и до болка познатите" и "не-различните", тоест ставащите от навика съвсем блудкави и тъпи) тийнеждърски филми "Един не-тъп американски филм (Not Another Teen Movie, 2001).", където младо и доста развратно момиче (в неговата роля е Миа) се целува със стара мома, за която това ще е първата и единствена целувка в живота й. Ролята й е епизодична и пародира тази на Мена Сувари в "Американски прелести".
Миа Киршнър е поставена на #43 място от списание Maxim в класацията "100-те най-секси жени" за 2002 г.
През 2011 е съобщено, че тя ще е лице на "Моника Рич Кошан"  - колекция бижута.